# Tidewater Sharks
Die Tidewater Sharks waren ein US-amerikanisches Eishockeyfranchise der Southern Hockey League aus Norfolk, Virginia. 

## Geschichte
Die Tidewater Sharks wurden zur Saison 1975/76 als Expansionsteam in die Southern Hockey League aufgenommen. Die Mannschaft belegte in ihren einzigen beiden Spielzeiten den fünften und zweiten Platz, anschließend wurde der Spielbetrieb eingestellt. Die beiden einzigen Trainer der Sharks waren John Hanna und Harold Schooley.

## Saisonstatistik
Abkürzungen: GP = Spiele, W = Siege, L = Niederlagen, T = Unentschieden, OTL = Niederlagen nach Overtime SOL = Niederlagen nach Shootout, Pts = Punkte, GF = Erzielte Tore, GA = Gegentore, PIM = Strafminuten
| Saison  | GP | W  | L  | T  | OTL | SOL | Pts | GF  | GA  | Platz   | Playoffs |
| 1975/76 | 72 | 24 | 34 | 14 | —   | —   | 62  | 230 | 260 | 5., SHL |          |
| 1976/77 | 41 | 26 | 13 | 2  | —   | —   | 54  | 158 | 131 | 2., SHL |          |

## Team-Rekorde

### Karriererekorde
Spiele: 76  Dave Given
Tore: 33  Bill Steele
Assists: 36  Steve Dolloff
Punkte: 62  Bill Steele
Strafminuten: 105  Roy Carmichael

## Bekannte Spieler
- Ron Ashton
- Dave Kryskow